# Drew Windle
Drew Windle (New Albany, 22 de julio de 1992) es un deportista estadounidense que compite en atletismo, especialista en las carreras de mediofondo. Ganó una medalla de plata en el Campeonato Mundial de Atletismo en Pista Cubierta de 2018, en la prueba de 800 m.

## Palmarés internacional
| Campeonato Mundial en Pista Cubierta | Campeonato Mundial en Pista Cubierta | Campeonato Mundial en Pista Cubierta | Campeonato Mundial en Pista Cubierta |
| Año                                  | Lugar                                | Medalla                              | Prueba                               |
| ------------------------------------ | ------------------------------------ | ------------------------------------ | ------------------------------------ |
| 2018                                 | Birmingham (Reino Unido)             | Medalla de plata                     | 800 m                                |